# Kouros de Ténéa
Le kouros de Ténéa (anciennement Apollon de Ténéa) est une statue en marbre, une sculpture grecque archaïque, conservée à la glyptothèque de Munich.

## Description
Ce kouros archaïque a été produit dans le nord-est du Péloponnèse, vers 560 AEC. La statue en marbre de Paros est haute de 1,53 mètre. Le bras droit est incomplet.
Elle a été découverte en 1846 à Chiliomódi, à une quinzaine de kilomètres au sud de Corinthe, à l'emplacement de l'ancienne Ténée. Le kouros a été acquis par la glyptothèque de Munich en 1853.